# Tema dell'Expo 2015
Nutrire il pianeta, energia per la vita è il tema che fu scelto per la Esposizione Universale di Milano 2015. Questa scelta voleva trattare delle tecnologie, dell'innovazione, della cultura, delle tradizioni e della creatività legati al settore dell'alimentazione e del cibo. Riprendendo tematiche già sviluppate in precedenti edizioni della manifestazione (come ad esempio il tema dell'acqua dell'Expo 2008 di Saragozza), le si è voluto riproporre alla luce dei nuovi scenari globali e dei nuovi problemi, focalizzandosi sull'asse principale del diritto ad un'alimentazione sana, sicura e sufficiente per tutti gli abitanti della Terra.
Questo tema fu scelto per la preoccupazione per la qualità del cibo ma anche per riflettere sull'educazione alimentare e sulla fame nel mondo. Queste preoccupazioni già avanzate da studi del MIT per il Club di Roma erano state trascurate in epoche in cui sembrava che l'aumento delle risorse disponibili fossero maggiori dell'incremento dei consumi. È bastato il rapido riassorbimento dei surplus agricoli per far nascere di nuovo il problema di come Nutrire il Pianeta e scongiurarne la fame.
Come si leggeva dal sito ufficiale della manifestazione, gli obiettivi primari di Expo 2015 sono stati:
- Rafforzare la qualità e la sicurezza dell’alimentazione, vale a dire la sicurezza di avere cibo a sufficienza per vivere e la certezza di consumare cibo sano e acqua potabile;
- Assicurare un'alimentazione sana e di qualità a tutti gli esseri umani per eliminare la fame, la sete, la mortalità infantile e la malnutrizione che colpiscono oggi 850 milioni di persone sul Pianeta, debellando carestie e pandemie;
- Prevenire le nuove grandi malattie sociali della nostra epoca, dall'obesità alle patologie cardiovascolari, dai tumori alle epidemie più diffuse, valorizzando le pratiche che permettono la soluzione di queste malattie;
- Innovare con la ricerca, la tecnologia e l'impresa l'intera filiera alimentare, per migliorare le caratteristiche nutritive dei prodotti, la loro conservazione e distribuzione;
- Educare ad una corretta alimentazione per favorire nuovi stili di vita in particolare per i bambini, gli adolescenti, i diversamente abili e gli anziani;
- Valorizzare la conoscenza delle “tradizioni alimentari” come elementi culturali e etnici.

Durante i mesi dell'Expo sono state inoltre affrontate tematiche legate alle tecnologie applicate al settore alimentare, focalizzandosi in particolare sul: 
- Preservare la biodiversità, rispettare l'ambiente in quanto ecosistema dell'agricoltura, tutelare la qualità e la sicurezza del cibo, educare alla nutrizione per la salute e il benessere della Persona;
- Individuare strumenti migliori di controllo e di innovazione, a partire dalle biotecnologie che non rappresentano una minaccia per l'ambiente e la salute, per garantire la disponibilità di cibo nutriente e sano e di acqua potabile e per l'irrigazione;
- Assicurare nuove fonti alimentari nelle aree del mondo dove l'agricoltura non è sviluppata o è minacciata dalla desertificazione dei terreni e delle foreste, delle siccità e dalle carestie, dall'impoverimento ittico dei fiumi e dei mari.

Grande importanza è stata data anche al valore del cibo come espressione di una cultura e veicolo di socializzazione, oltre che ai temi legati alle attività produttive agricole, alla ristorazione e ai centri di ricerca; in particolare i dibattiti Expo riguarderanno:
- la valorizzazione delle innovazioni e delle tecnologie produttive che generano un prodotto alimentare sano;
- la presentazione di tecniche riguardanti la preparazione e conservazione dei cibi, accrescendo le competenze professionali e migliorando la comunicazione con il consumatore;
- la garanzia della qualità del cibo con appropriati sistemi di tutela e monitoraggio delle contraffazioni e delle adulterazioni.

## Il coinvolgimento del territorio
Il coinvolgimento del territorio locale è avvenuto tramite il bando di un concorso, per iniziativa della Provincia di Milano aperto a istituzioni e associazioni il Parco Progetti Expo dei Territori.

## Il dibattito
L'attualità del tema è testimoniato dall'ampio dibattito suscitato. Nell'aprile 2009 la sede di Piacenza dell'Università Cattolica che comprende una Facoltà di Agraria dedicò a tale tema la prolusione accademica, con l'intervento del prof. Francesco Salamini per anni direttore del Max-Planck-Gesellschaft zur Förderung der Wissenschaften che espresse le preoccupazioni del mondo scientifico sulla capacità del pianeta di nutrire i suoi abitanti e della necessità quindi di impegnarsi per risolvere i gravi problemi.. In questa prospettiva, secondo questa scuola di pensiero, quello del cibo, a livello mondiale, è, già da ora, ma soprattutto in una prospettiva futura, innanzi tutto un problema di scarsità delle risorse alimentari. La tematica è stata oggetto di un vivo dibattito anche in manifestazioni autonome come nel convegno per i 150 anni del giornale La Nazione .
Il premio Nobel, Norman Borlaug, padre della rivoluzione verde che ha permesso un grande aumento di disponibilità di grano, è tra gli scienziati preoccupati per il futuro per sfamare una popolazione mondiale in crescita. Su una posizione opposta è il premio Nobel Amartya Sen, preside di uno dei più prestigiosi college di Oxford: Non è il cibo a mancare, ma il denaro per acquistarlo.
Prima di uscire di carica, il sindaco di Milano Moratti ribadì la centralità della lotta alla fame come punto di forza del tema dell'Expo 2015. Anche il nuovo sindaco Giuliano Pisapia ha intitolato un suo articolo sul Corriere della Sera Sono d'accordo, usiamo l'Expo per aiutare a nutrire il Pianeta
Non sono mancate, infine, le voci di chi vede come centrale il problema della sicurezza alimentare soprattutto come legata alla salubrità e naturalità dei cibi.

## Il comitato scientifico
Lo sviluppo del tema nutrire il Pianeta è stato affidato ad un comitato scientifico di 20 personalità, molte di rilievo internazionale, incaricato di selezionare i progetti

### Membri del comitato
Membri
- Roberto Schmid, presidente
- Gian Tommaso Scarascia Mugnozza, vice presidente
- Zohra Ben Lakhdar, Tunisia (fisica dell'ambiente);
- Roland Berger, Germania (scenari evolutivi);
- Monty Jones, Benin (agro-alimentazione);
- Hideaki Karaki, Giappone (sicurezza alimentare);
- Per Pinstrup Anderson, Danimarca-Usa (vision 2020);
- Zheng Shiling, Cina (pianificazione urbana);
- Joachim Von Braun, Germania (tecnologia agroalimentare);
- Robert Watson, Gran Bretagna (cambiamenti climatici e tematiche ambientali);
- Antonio Ballarin Denti, (ambiente);
- Gian Michele Calvi, (sicurezza dei territori);
- Michele Carruba, (nutrizione e salute);
- Massimo Montanari, (storia e cultura dell'alimentazione);
- Enrico Porceddu, (biodiversità);
- Ana Saez, (gestione risorse naturali)
- Francesco Salamini, (biotecnologie);
- Claudia Sorlini, (formazione e ricerca);
- Giorgio Vittadini, (imprese sociali).

Ospite speciale Carlo Scano

## Vertice mondiale sulla sicurezza alimentare
Il Vertice mondiale sulla sicurezza alimentare ha posto sotto gli occhi dell'opinione pubblica mondiale il problema che quello della obiettiva scarsità delle risorse alimentari affligge un numero sempre crescente di abitanti del pianeta in una ottica in cui non si tratta solo di cattiva distribuzione delle risorse tra un Nord del mondo dominato dagli sprechi e un Sud del mondo che presenta gravi carenze. La stretta correlazione tra il tema dell'Expo 2015 e quello del Vertice mondiale ha portato alla stesura di un Memorandum Expo 2015-Fao sulla sicurezza alimentare. Anche l'ambiente scientifico, che si esprime soprattutto nei convegni è spaccato tra chi vede ulteriori progressi nella lotta alla fame e chi vede futuri scenari sempre più foschi.

## Critiche
Profonde critiche al modo di gestire la tematica sono state avanzate (Arcipelago Milano)